# Giovanni Dolfin

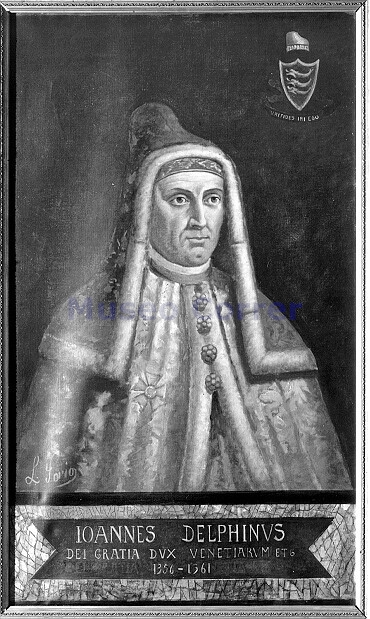
Giovanni Dolfin, afgebeeld zonder letsel aan zijn rechter oog

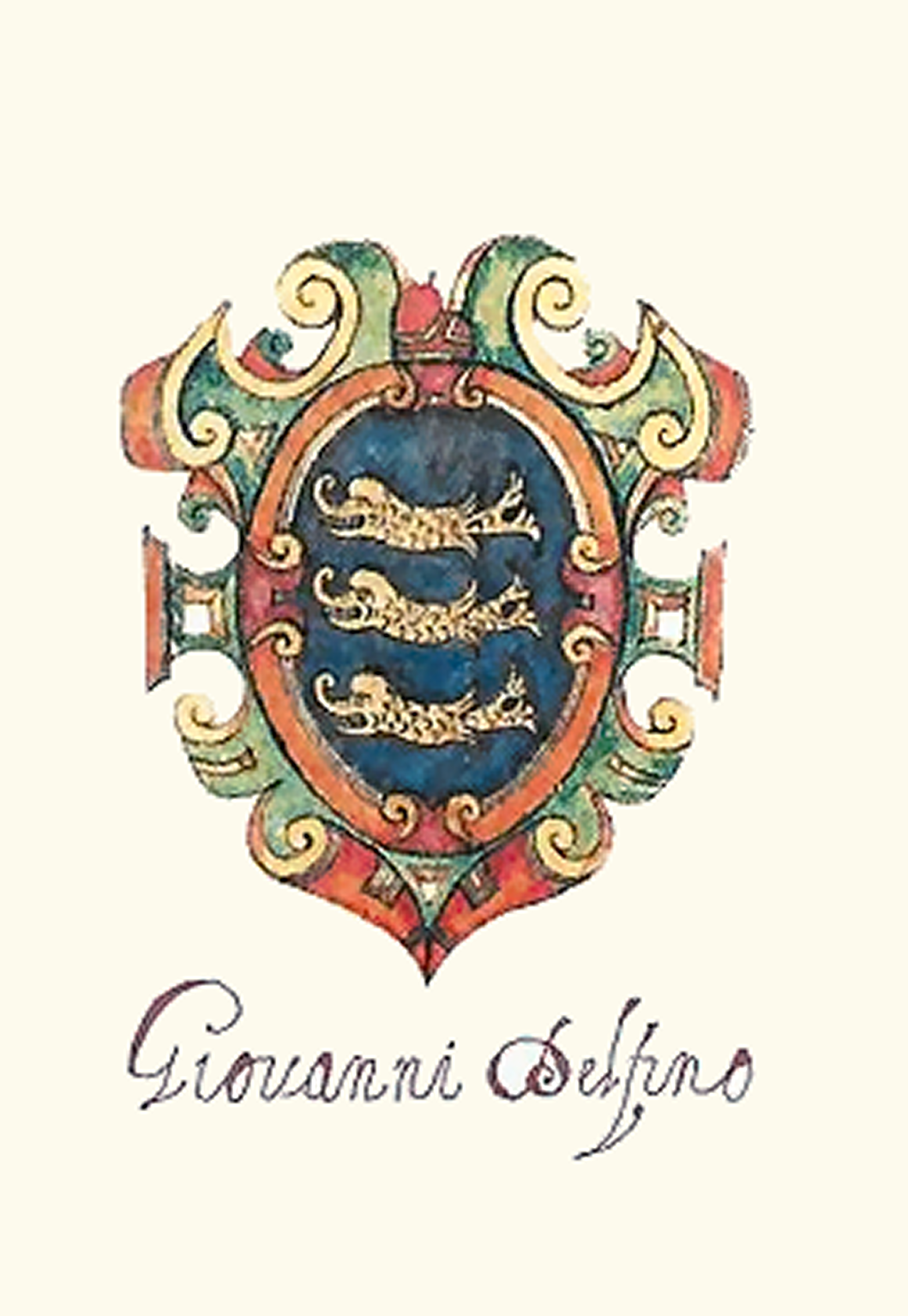
Wapenschild van doge Dolfin

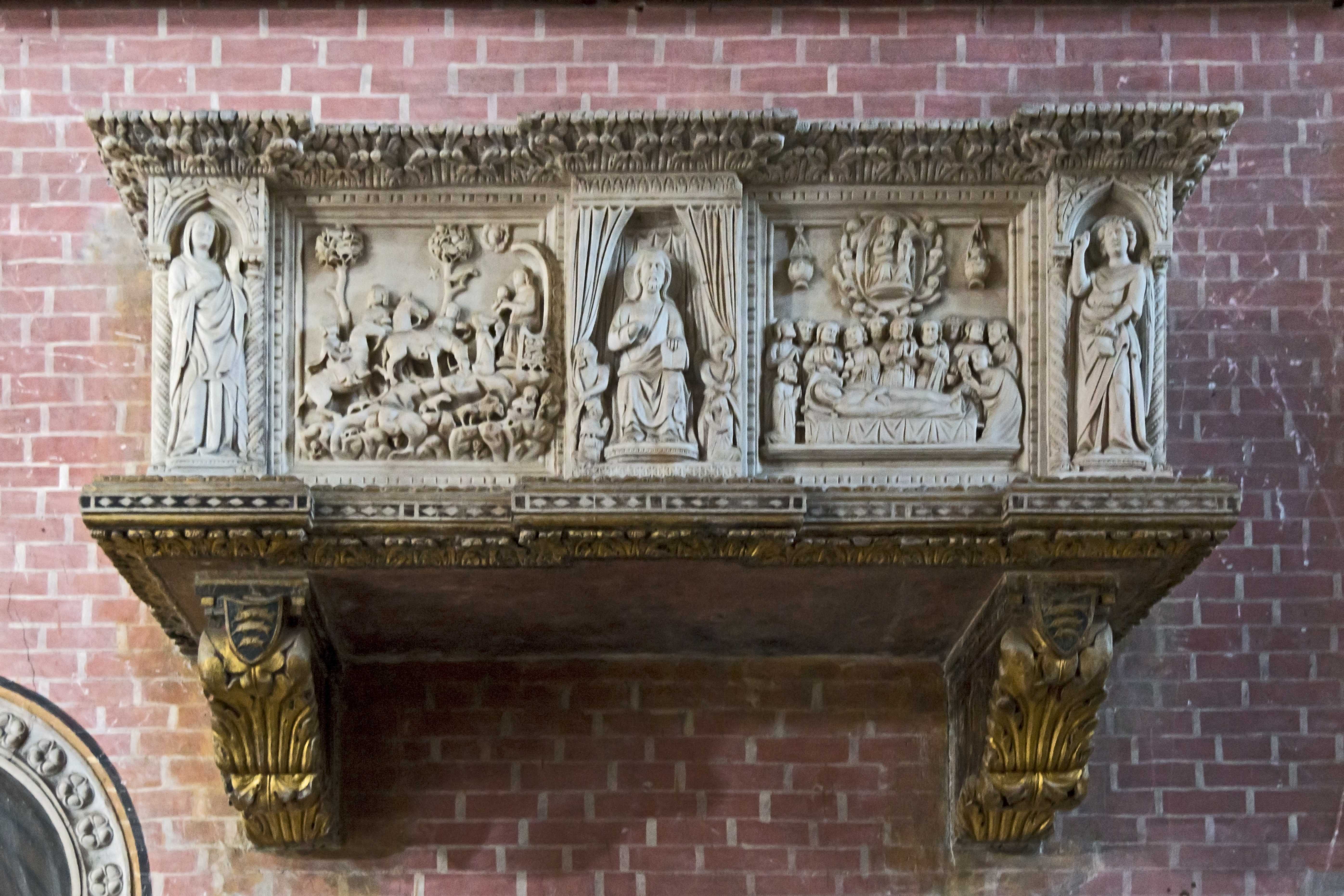
Praalgraf in Venetië, kerk van Santi Giovanni e Paolo

Giovanni Dolfin of Delfino (Venetië, circa 1303 – aldaar, 12 juli 1361) was doge van Venetië van 1356 tot zijn dood in 1361. Hij was de 57e doge van de republiek Venetië. Hij was bekend omwille het Verdrag van Zara (1358) tussen de verliezer Venetië en de zegevierende Hongaren.

## Levensloop

### Jonge jaren
Zijn vader was Benedetto Dolfin, procurator van San Marco de Supra en politiek actief. De familie Dolfin was grootgrondbezitter in de Golf van Venetië, van Torre di Bebe in het westen tot Istrië in het oosten. De familie bezat een groot landhuis in San Canciano in Venetië.
Hij werd verkozen tot rechter in Venetië in het jaar 1345 tijdens een tumultueuze en dubieuze verkiezing. Vanaf hetzelfde jaar 1345 vocht Dolfin in Istrië, waar de bevolking de Venetiaanse overheersing beu was. De bevolking zocht haar toevlucht bij de koning van de Hongaren. In 1348 nam Dolfin deel aan een strafexpeditie tegen Capodistria, dat in opstand tegen de Venetianen was gekomen. De koning der Hongaren, Lodewijk de Grote, landde in 1348 in de republiek Venetië, niet in een veldtocht tegen Venetië maar als doortocht naar het koninkrijk Napels. Dolfin en andere Venetiaanse militairen ontvingen Lodewijk met grote eer.

### Gewapend diplomaat
De carrière van Dolfin liep in stijgende lijn toen hij in 1350 procurator van San Marco de Supra werd, net zoals zijn vader geweest was. Hij combineerde dit ambt evenwel met diplomatieke zendingen en als officier bij de vloot. De politiek van Dolfin en Venetië in het algemeen was contra Januensis, wat wil zeggen tegen de Republiek Genua. Hij ontmoette kort de hertog van Oostenrijk in Friuli (1350) met de anti-Genua boodschap. In 1350 bezette hij het eiland Tenedo, in de Egeïsche Zee, wat duidelijk een vijandig maneuver tegen Genua was. Vervolgens trok hij naar Roemenië zowel als ambassadeur als als marine-officier. Hij resideerde op de Venetiaanse ambassade in Byzantium en vocht tegelijkertijd een zware veldslag uit op de Bosporus (1352) tegen vijandelijke troepen tegen Byzantium. Hij deed bankzaken als procurator van San Marco met de keizer van Byzantium.
Zijn anti-Genua politiek verdedigde Dolfin vervolgens in stadstaten in Italië: Padua, Verona en Mantua (1353-1354). Dolfin werd bevorderd tot admiraal van de Venetiaanse vloot. Lodewijk, koning van Hongarije, voerde ondertussen de militaire en diplomatieke druk op Venetië op. Een geldsom van 7.000 gouden Venetiaanse dukaten kon de koning niet van gedacht veranderen. De Hongaren zetten de aanval op de Republiek Venetië in. Zij belegerden Treviso, een grensstad van de Republiek, in het jaar 1356. Dolfin had de leiding van de verdediging van Treviso, samen met de generaals Paolo Loredan en Marco Giustiniani. Dolfin werd zwaar gewond aan zijn rechter oog, iets waarvan hij nooit meer genas.

### Doge

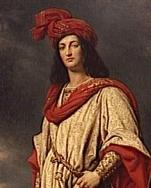
Lodewijk I van Hongarije, die triomfeerde in Zara

Tijdens de belegering door de Hongaren, stierf Giovanni Gradenigo, doge van Venetië (1356). Dolfin vernam het nieuws dat hij tot doge was verkozen doch hij zat vast in het belegerde Treviso. Volgens de kroniekschrijvers stormden Dolfin en zijn maten door de Hongaarse omcirkeling naar buiten, richting Venetië; volgens anderen sloop Dolfin ’s nachts stilletjes weg uit Treviso.
Er kwam een bestand tussen Venetië en Hongarije (1357) door bemiddeling van paus Innocentius VI. Voor de paus speelde mee dat Venetië zich moest verzoenen met Hongarije, met de koning van Cyprus en de ridders van Rhodos, om alzo een anti-Turkse alliantie te smeden.
Doge Dolfin tekende met de Hongaren een vredesverdrag, een jaar later (1358). Het was het verdrag van Zara. Hierin deed hij afstand van de Venetiaanse kolonies in Dalmatië en Kroatië. Het was deel van het vredesverdrag tussen de verliezer Venetië en de triomferende Hongaren. Het verdrag werd getekend in Zadar, in het Italiaans Zara, een van de kolonies die ze opofferden in Dalmatië. 
Dolfin deed afstand van de titels hertog van Dalmatië, hertog van Kroatië en heer van een kwart en de helft van Groot-Roemenië, titels die de doges twee eeuwen lang gedragen hadden. De nieuwe titel voor de doge was Dux Venetiarum et cetera: hertog (doge) van Venetië en andere gebieden. Deze titel bleef behouden tot de afschaffing van de Republiek Venetië door Napoleon Bonaparte (18e eeuw).
De Venetianen kregen de steden Conegliano, Serravalle, Asolo en Valmarino wel terug in bezit. Toen Dolfin dit formeel wou regelen met de Rooms-Duitse keizer Karel IV, de suzerein, eiste deze laatste hoge geldsommen. Dolfin liep diplomatieke averij op, eens temeer toen de Rooms-Duitse keizer de hele Venetiaanse delegatie in zijn kasteel opsloot.
In 1360 brak de pest uit in Venetië. Deze uitbraak was gekenmerkt door een hoge kindersterfte. Ook de familie van doge Dolfin betreurde overlijdens van kinderen. Dit leidde tot discussies over erfenissen en opvolging in de stad. Nog in 1360 stortte de houten brug van de Riva degli Schiavoni in; doge Dolfin liet een stenen brug bouwen.
In 1361 stierf doge Dolfin. Volgens zijn wens werd hij begraven in een marmeren praalgraf in de kerk van de heiligen Johannes en Paulus. De sarcofaag werd versierd met taferelen uit het Evangelie; op de achtergrond, achter Jezus, staan doge Dolfin en zijn echtgenote. In het dogenpaleis werd een uitspraak van hem aangebracht: Taruisum obsidione liberum feci pace cum hungaris inita: ik heb Treviso bevrijd van beleg terwijl de vrede begon met de Hongaren.

### Anti-Genua
De anti-Genua politiek van Dolfin culmineerde na zijn dood in de Oorlog van Chioggia (1378 tot 1381), waarbij Venetië de Republiek Genua definitief versloeg.